# Chondrina centralis
Chondrina centralis ist eine Art der Kornschnecken (Chondrinidae) aus der Unterordnung der Landlungenschnecken (Stylommatophora).

## Merkmale
Das konische Gehäuse ist 5,3 bis 6,8 mm hoch und 2,3 bis 2,7 mm breit. Es besitzt etwa 6 bis 7 stark gewölbte Windungen. Die Oberfläche ist auf den postembryonalen Windungen regelmäßig mit groben und stumpfen Rippen versehen; die Rippen können auf der letzten Windung etwas unregelmäßiger werden. Der Mündungsrand ist nur sehr wenig umgeschlagen, und meist stark verdickt (jedoch nicht schwellenartige verdickt). Die Mündungsbewehrung besteht aus meist sieben (bis zu neun) Zähnen. Die Spiralis ist mit der Angularis verbunden. Im Parietalbereich ist eine Parietalis ausgebildet. Die Columellaris ist immer kräftiger entwickelt als die Infracolumellaris. Im Gaumenbereich sind immer eine Palatalis superior und eine Palatalis inferior; oft kommt auch eine kleine Suprapalatalis hinzu, seltener noch eine Infrapalatalis. Die Gaumenfalten sind gegenüber dem Spindel-/Nackenzähnen leicht zur Basis des Gehäuses hin verschoben. Das letzte Viertel der letzten Windung ist schwach schief abgeflacht, Basis des Gehäuses ist jedoch nicht gekielt. Das Gehäuse ist hell hornbraun gefärbt, die Schale durchscheinend.
Im männlichen Teil des Geschlechtsapparates sind Penis und Epiphallus im basalen Penisbereich miteinander verwachsen und bilden eine Schleife. Der „freie“ Teil des Penis, zwischen der Mündung in das Atrium und der Verwachsung mit dem Epiphallus ist recht kurz. Er misst nur etwa ein Drittel bis ein Viertel der Länge der Penis/Epiphallus-Schleife. Der Übergang Penis/Epiphallus liegt etwas unterhalb der Biegung der Schleife zum Epiphallus hin und wird durch einen markanten Wechsel in der Struktur der Innenwand und durch eine Änderung des Lumens markiert. In der ersten Hälfte der Penisschleife zeigt die Innenwand des Penis keine besondere Internstruktur. Im anschließenden Viertel zur Biegung hin stellt sich eine feine Querrunzelung ein. Im letzten Viertel und im folgenden Achtel bis Viertel nach der Biegung zum Epiphallus hin ist eine Längsstruktur vorhanden. Danach erweitert sich das Lumen. Zur Einmündung des Samenleiters hin setzt zunächst eine grobe Querrunzelung ein, danach ist auch eine Längsstruktur zu erkennen und die Querrunzelung wird feiner. Im letzten Drittel vor der Einmündung des Sammenleiters ist an der Innenwand nur noch eine einzige Längsstruktur vorhanden, die Innenwand ist mit feinen Papillen besetzt. Der Penisretraktormuskel setzt am unteren Viertel oder Drittel der Penis/Epiphallus-Schleife an. Im weiblichen Teil des Geschlechtsapparates ist die Vagina vergleichsweise sehr lang und hat die zwei- bis dreifache Länge des „freien“ Penis. Der freie Eileiter ist kurz und misst nur etwa ein Viertel der Länge der Vagina. Der Stiel der Samenblase ist mäßig lang und ist anfangs etwa gleich dick wie der freie Eileiter. Das Atrium hat vergleichsweise eine mittlere Länge. Die Radula hat in der Halbquerreihe neben dem Zentralzahn 25 bis 27 Seitenzähne.

### Ähnliche Arten
Chondrina centralis ist vor allem durch die groben und stumpfen Rippen gut von den anderen Chondrina-Arten zu unterscheiden. Zudem sind die Gaumenfalten zur Gehäusebasis hin verschoben. Die Spiralis ist klar erkennbar und mit der Angularis verbunden.

## Geographische Verbreitung und Lebensraum
Die Art ist auf ein sehr kleines Gebiet in den westlichen Zentralpyrenäen auf französischen und spanischem Gebiet beschränkt, etwa von dem Cirque de Gavarnie (Frankreich) im Osten bis Canfranc (Spanien) im Westen. Die Tiere leben dort etwa zwischen 1000 und 1700 m über Meereshöhe in offenen, felsigen Habitaten.

## Taxonomie
Das Taxon wurde 1891 von Paul Fagot als Pupa centralis vorgeschlagen. Edmund Gittenberger gibt die folgenden zwei Synonyme an, die Fauna Europaea folgt ihm darin:
- Pupa (Torquilla) domicella Westerlund, 1887.
- Pupa costata Locard, 1894.

## Gefährdung
Die Art wird von der International Union for Conservation of Nature and Natural Resources (IUCN) aufgrund des sehr kleinen Verbreitungsgebietes 16 km² und der nur vier bekannten Vorkommen als gefährdet eingestuft. Potentielle Gefahren für die Art sind Straßenverbreiterungen und die Anlage von Steinbrüchen.

## Belege

### Online
- AnimalBase - Chondrina centralis (Fagot, 1891)